# 다나 오시
다나 오시(Dana-O'Shee)는 애니메이션 《성전사 단바인》에 등장하는 가공의 병기이다. 기븐 가의 양산형 오라 배틀러이다. 본 항목에서는 그 파생형에 대해서도 설명한다. 이름은 디나 시 (Daoine shee) 또는 다나 오시(Dana o'Shee)이라고 불리는 아일랜드에서 전해 내려오는 요정에서 유래한다.

## 다나 오시
다나 오시 (Dana-O'Shee)는 애니메이션 "성전사 단바인"에 등장한 기븐 가의 양산형 오라 배틀러다.
소설 "오라 배틀러 전기"에서는 라겟사에 해당한다.

### 기체해설
기븐 가가 드레이크 측에서 극비리에 입수한 게도의 설계도를 기초로, 독자적으로 개발한 오라 배틀러. 쇼트 웨폰이외의 인물이 처음으로 개발한 오라 머신이다.
무장은 곡도 풍의 오라 소드 1개. 처음으로 플레임 밤의 탑재에 성공한 오라 배틀러며 (팔 부분에 1문 내장. 단, 본편 중에서는 미사용), 또 소지 무기로서 대형 4연장 미사일 런쳐도 장비하고 있다. 구조가 취약해서 드라믈로보다 구식이었지만, 오라 배틀러의 절대수가 적은 기븐 가에 있어서 당초는 귀중한 전력이었다.
몇 기가 건조되어, 같이 드레이크 측에 적대하는 미 나라나 라우 나라에도 제공되었다. 나중에 라우 나라에서 개발되었던 보존의 근본이 된 기체이며, 다나 오시 형을 비롯한 오라 배틀러 군은 다나 계라고도 불린다.

### 극중에서의 활약
드레이크 측에서 배반했던 마벨 프로즌이 초기에 파일럿을 맡고, 그녀가 보존에 탑승하게 되고 나서는 킨 키스나, 젤러나에 합류했던 리믈 루프트도 탑승했다. 그다지 성능은 높지 않았던 것 같아서, 젤러나에서도 보츈 입수 후는 운용되지 않게 되었다.
카라카라에서, 파일럿을 알 수 없는 1기가 전투에 참가하고 있는 것이 목격되고 있다.

### 비고
메카닉 디자인은 미야타케 카즈타카가 담당했다. 히로인이 탑승하는 기체이기 때문에, 일부러 인간형에서 벗어난 무서운 형태로 디자인했다고 한다. 디자인 모티프는 악마 상으로서의 염소. 준비 원고에서는 안구를 튀어 나오게 한다는, 뭔가 지나치다고 할 수 있는 그로테스크함을 담고 있었다.
목차로 이동한다

## 러나운 시
러나운 시 (Lenhaun-Shee)는 이즈부치 유타카의 잡지연재 "AURA FHANTASM" (반다이 발행 잡지 'B-CLUB'에 연재)에 등장하는, 기븐 가의 시제형 오라 배틀러다.

### 기체해설
다나 오시의 발전형이라고 하지만, 상세한 것은 불명. 다나 오시의 결점을 다시 고친 완성기라고 해서, 역시 아일랜드에서 전해 내려오는 요정 러나운 시 (또는 라난 시, 랴난 시)의 이름이 붙여졌다.
목차로 이동한다

## 라겟사
라겟사는 토미노 요시유키의 소설 "오라 배틀러 전기"에 등장하는, 미 나라에서 개발된 양산형 오라 배틀러다. 소설 5-11권에 등장한다. 프로토타입인 라겟사I과 개량형인 라겟사II가 존재하지만, 극중에서는 대부분 구별되고 있지 않고, 그냥 라겟사라고 불리는 일이 많다.
애니메이션 "성전사 단바인"에서는 다나 오시에 해당한다.

### 기체해설
쇼트 웨폰과 번 바닝스가 일부러 카토그라의 기술 정보를 흘러 나가게 해, 그 정보를 기초로 미 나라에서 개발된 첫 오라 배틀러다. 어떻게든 모양은 나왔지만, 기술적으로는 분명히 카토그라나 하인가토에 뒤떨어져 있어, 지상인이 개발에 관계되지 않은 것에 의한 불량이 엿보인다.

### 극중에서의 활약
극중에서는 대부분 당하는 역이었지만, 조크 (城毅)가 미 나라에 망명하자, 그 지휘에 의해 일정한 활약을 할 수 있게 되었다.
목차로 이동한다

## 같이 보기
- 오라 머신 목록
- 게도
- 보존
- 투아하 데 다난